# Dyslalia pochodzenia obwodowego
Dyslalia pochodzenia obwodowego – zaburzenie mowy, odmiana dyslalii wyodrębniona ze względu na przyczyny, jakie ją powodują.
Powstaje w wyniku nieprawidłowej budowy receptora słuchowego lub obwodowego narządu artykulacyjnego.